# Wolfgang Böck (Schauspieler)

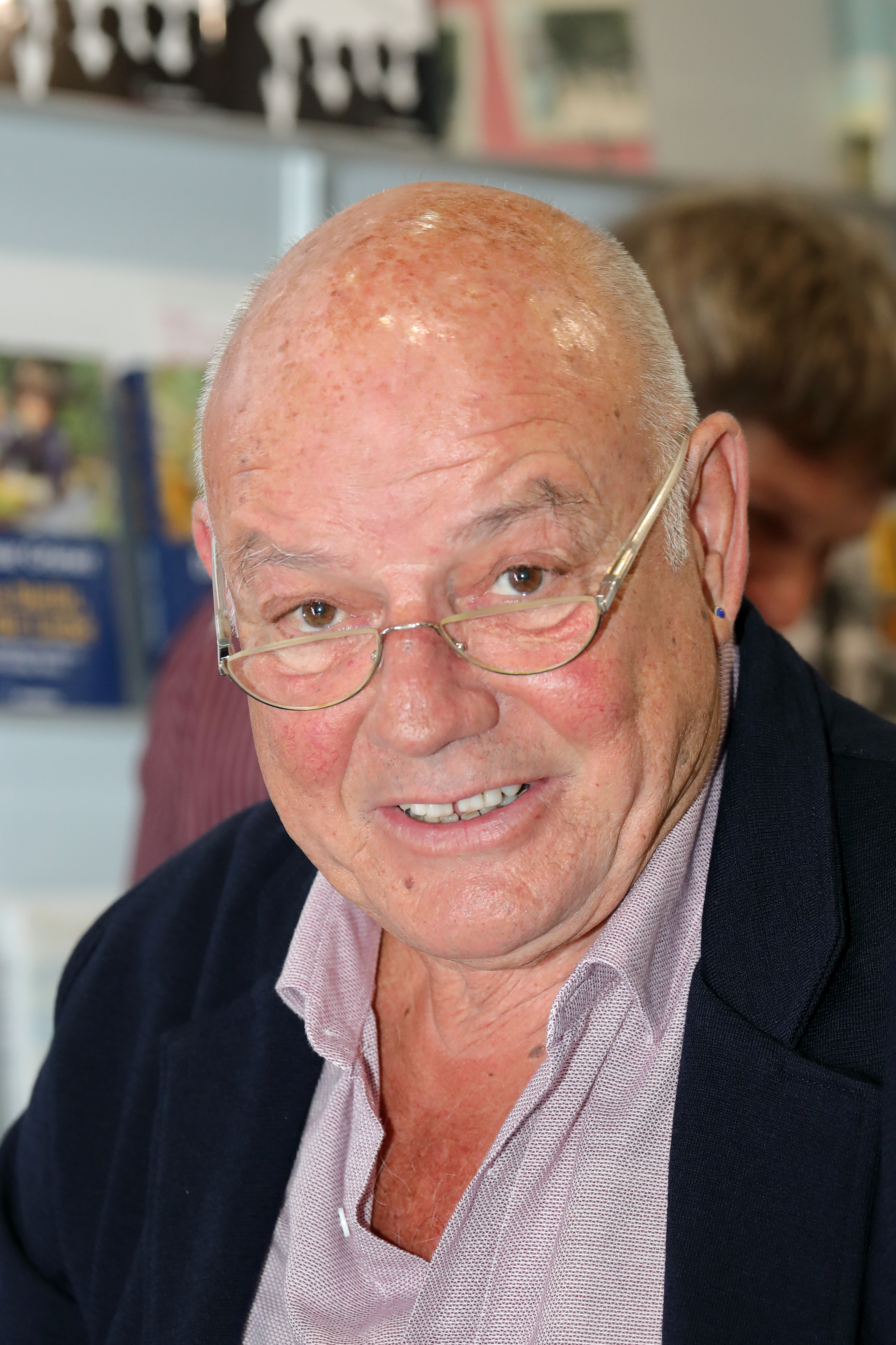
Wolfgang Böck (2018)

Wolfgang Böck (* 14. Jänner 1953 in Linz) ist ein österreichischer Schauspieler und Theaterintendant.

## Ausbildung
Wolfgang Böck wurde 1953 als Sohn eines Industriekaufmanns und einer Kindergärtnerin in Linz geboren.
Nach der Pflichtschule besuchte er vier Jahre die Höhere Technische Lehranstalt für Maschinenbau, welche er aber nicht abschloss. Er war Schul- und Landesschulsprecher. Seine anschließende Schauspielausbildung erhielt er von 1973 bis 1976 in Graz an der Hochschule für Musik und darstellende Kunst. Diese schloss er 1976 ab. Auslöser für seinen Weg zum Theater war nach eigener Aussage ein Besuch im Linzer Landestheater und das Theaterstück „Change“ von Wolfgang Bauer.

## Beruflicher Werdegang
Sein erstes Theaterengagement erhielt er in Bregenz in Vorarlberg. Er machte in Theaterstücken wie Einer flog über das Kuckucksnest ('Mc Murphy') und als 'Behringer' in Die Nashörner auf sich aufmerksam. Von 1980 bis 1983 spielte er am Landestheater in Linz u. a. in Klassenfeind neben Wolf Bachofner und in Kasimir und Karoline.
1983 spielte Wolfgang Böck am Wiener Volkstheater, später folgten Rollen in der Schweiz, am Schauspielhaus Zürich, wie Mortimer Brewster in Arsen und Spitzenhäubchen und im Renaissancetheater Berlin, wie den 'Der Konzentrationslager-Erhardt' in Noch ist Polen nicht verloren. Weiters brillierte er in Alexis Sorbas im Grazer Opernhaus, bei den Salzburger Festspielen gab er den 'Lorenz' in Der Bauer als Millionär und 'Guter Gesell' im Jedermann, später in Wien am Theater in der Josefstadt spielte er den 'Steißhäuptl' in Der Himbeerpflücker. Gemeinsam mit seinem Kollegen Adi Hirschal konzipierte er eine musikalische „Reise durch die Wiener Vorstadt“: „Strizzilieder“, „Oide Hawara“ und „Schwoazze Luft – Strizzihimmelfahrt“ wurden auch auf CD herausgebracht.
Der Linzer Schauspieler wirkte auch in zahlreichen Film- und Fernsehrollen mit, wie in Der Nachbar, Kommissar Rex, Die Neue – Eine Frau mit Kaliber, Julia – Eine ungewöhnliche Frau, weiters in verschiedenen Folgen von Tatort u. v. a.
Österreichweit bekannt wurde er vor allem durch seine Mitwirkung im Kaisermühlen Blues. Hier war er als der Wiener Polizist Trautmann zu sehen, dem Lebensgefährten der Hauptdarstellerin Gitti Schimek (Marianne Mendt). Als ebendieser Trautmann stand Wolfgang Böck im Frühjahr 2000 vor der Kamera im Krimipilotfilm Trautmann – Wer heikel ist, bleibt übrig (Regie Harald Sicheritz). In der Zwischenzeit entstanden noch weitere 9 Trautmann-Krimis unter der Regie von Thomas Roth.
Für seine bisherige Darstellung des Inspektor Trautmann wurde Böck – gemeinsam mit dem Autor von Kaisermühlen Blues und Trautmann Ernst Hinterberger – im Dezember 2001 von der Vereinigung der Bundeskriminalbeamten Österreichs zum „Ehrenkiberer“ ernannt.
Im Oktober 2003 wurde ihm die künstlerische Leitung der burgenländischen Schloss-Spiele Kobersdorf übertragen. Bereits in der ersten Saison konnte der langjährige Besucherschnitt von 9000 verdoppelt werden: Intendant Böck war in dem Nestroystück Lumpazivagabundus als Schuster Knieriem zu sehen, 2005 folgte das Ferenc-Molnár-Stück Liliom mit ihm in der Titelrolle.
Im Herbst 2004 stand er für die zehnteilige ORF-Produktion 11er Haus vor der Kamera, einer Komödienserie die 2005 zum Thema „50 Jahre Fernsehen“ ausgestrahlt werden sollte.
Von Jänner bis Mitte Februar 2005 wurde in Prag und Kärnten der Lisa Film Die Liebe eines Priesters gedreht, in dem Böck den zwielichtigen Unterwelt-Boss Pokorny, den Besitzer eines Edelbordells, spielte. Regie führte Franz Josef Gottlieb. In dem Film, der auf ORF und ARD am 19. Mai 2005 ausgestrahlt wurde, spielte Erol Sander einen Priesterseminaristen und Maximilian Schell einen Pater.
Ab März 2005 drehte Wolfgang Böck zwei weitere „Trautmann“-Filme.
Böck über seinen „Trautmann“: „Er ist mir ans Herz gewachsen. Es ist eine interessante Figur, die mir große Popularität verschafft hat.“ (Zitat Kronen Zeitung, 19. November 2006) Im November 2006 stand Böck als Werner Slupetzky in der zweiteiligen ORF-Komödie Die Slupetzkis: Urlaub in Balkonien vor der Kamera.
In der MR-Film-Serie Blaulicht, die der Autor Peter Mazzuchelli schreibt (Julia, Medicopter 117 – Jedes Leben zählt) soll er einen Rettungsarzt spielen. Laut Böck wäre dies sein erster richtiger Arzt. Als Rettungsfahrer hätte er allerdings weitreichende praktische Erfahrung, da er in Bregenz im Zivildienst als Rettungsfahrer unterwegs gewesen sei. Seit 2007 sind Wolfgang Böck und Adi Hirschal mit dem Wienerliedprogramm Best of Strizzi immer wieder auf verschiedenen Bühnen zu erleben.
Weiters wurde Wolfgang Böck mehrmals für Gastrollen in der österreichischen Serie Schnell ermittelt engagiert und spielte in Deutschland im Kinofilm Unter dir die Stadt mit, der im Banker-Milieu angesiedelt ist.
2009 war Wolfgang Böck mit Gabriela Benesch in ihrem gemeinsamen Kabarett-Programm All You Need Is Love!? auf Tournee, 2010 stand er mit Brigitte Neumeister mit dem Programm Aus dem Reich der Burenwurst auf der Bühne der Ybbsiade – Kabarett- und Kleinkunstfestival in Ybbs an der Donau.
Anlässlich seines vierzigjährigen Bühnenjubiläums 2014 entstand das Konzertprogramm boeck.privathabtsmigern.ade unter der musikalischen Leitung von Andreas Radovan mit Texten von Klaus Lintschinger. Wolfgang Böck & Band treten damit österreichweit auf.
In der 19. Staffel der deutschen Fernsehserien Um Himmels Willen (Erstausstrahlung im Winter/Frühjahr 2020) spielt er den Weihbischof Landkammer.

## Schloss-Spiele Kobersdorf
Seit 2004 ist Wolfgang Böck Intendant der Schlossspiele Kobersdorf. Er setzte zum Einstand Lumpazivagabundus von Johann Nestroy auf den Theaterzettel. Es folgten 2005 Liliom von Ferenc Molnár, 2006 Brechts Die Dreigroschenoper, 2007 George Feydeaus Floh im Ohr, 2008 Zu ebener Erde und erster Stock von Johann Nestroy. Zum Joseph-Haydn-Jahr 2009 erwies sich das Auftragswerk Der Kopf des Joseph Haydn von Michael Korth mit der Uraufführung am Montag, den 6. Juli 2009 als würdiger Beitrag. Es folgten 2010 Ein Sommernachtstraum von William Shakespeare, zum 40-jährigen Jubiläum der Schloss-Spiele Kobersdorf Der eingebildete Kranke von Molière 2011 mit Fritz Hammel in der Hauptrolle und 2012 die Shakespeare-Komödie Was ihr wollt.
Im zehnten Jahr seiner Intendanz programmierte Wolfgang Böck Die Dame vom Maxim von Georges Feydeau (Deutsch von Hans Weigel).
2016 wurde Böcks Vertrag als künstlerischer Leiter der Schloss-Spiele Kobersdorf um weitere fünf Jahre bis 2021 verlängert. 2017 war er als Richter Adam in Der zerbrochne Krug von Heinrich von Kleist in der Regie von Werner Prinz zu sehen, 2018 als Teddy Brewster in Arsen und Spitzenhäubchen von Joseph Kesselring, 2019 als Schnoferl in Das Mädl aus der Vorstadt von Johann Nestroy, 2021 als Minister Willey in Außer Kontrolle von Ray Cooney und im 50. Jubiläumsjahr der Schloss-Spiele Kobersdorf 2022 als Karl Bockerer in Der Bockerer von Peter Preses und Ulrich Becher.
In den letzten 16 Spielsaisonen verzeichnen die Schloss-Spiele Kobersdorf eine durchschnittliche Gesamtauslastung von 96,2 % pro Jahr.

## Sonstiges
Seit 1987 ist Böck freier Schauspieler und lebt mit seiner Frau Sonja, die er 2002 heiratete, teils in Wien, teils im Burgenland. 1990 wurde sein Sohn geboren. 
Wolfgang Böck war bis 2017 einige Jahre lang Sprecher der Stationsansagen in Bussen der Verkehrsbetriebe Gschwindl auf den Wiener Autobuslinien 92A und 92B, deren Routen durch Kaisermühlen führen.
2002 hatte Wolfgang Böck als Trautmann einen Gastauftritt in der Folge Die UFO-Oma der österreichischen Kinderserie Tom Turbo. In diesem Auftritt sieht man ihn allerdings aus kindgerechten Gründen nie mit seiner üblichen selbgedrehten Zigarette, sondern stattdessen oft mit einer Leberkässemmel, einem weiteren von Trautmanns „Lastern“ – innerhalb der Serie.

## Filmografie (Auswahl)
- 1985: Die Praxis der Liebe, Regie: Valie Export
- 1988: Tatort: Feuerwerk für eine Leiche, Regie: Kurt Junek
- 1990: Erwin und Julia, Regie: Götz Spielmann
- 1990: Nie im Leben, Regie: Helmut Berger
- 1991: Die Strauß-Dynastie, Regie: Marvin J. Chomsky
- 1992: Dead Flowers, Regie: Peter Ily Huemer, mit Herbert Adamec, Wolf Bachofner
- 1992: Der Nachbar, Regie: Götz Spielmann, mit Rudolf Wessely, Dana Vávrová
- 1992: Mord im Wald, Regie: Wolfgang Glück, mit Fritz Eckhardt
- 1993: Verlassen Sie bitte Ihren Mann!, Regie: Reinhard Schwabenitzky
- 1993: Indien, Regie: Paul Harather
- 1994: Ein Anfang von Etwas, Regie: Nikolaus Leytner
- 1994–1999: Kaisermühlen Blues
- 1995: Freispiel, Regie: Harald Sicheritz
- 1995: Die Ameisenstraße (Ant Street), Regie: Michael Glawogger
- 1996: Tatort: Mein ist die Rache, Regie: Houchang Allahyari
- 1997: Qualtingers Wien, Regie: Harald Sicheritz
- 1998: Opernball, (Fernsehfilm) Regie: Urs Egger
- 1998: Die rote Violine (The Red Violin), Regie: François Girard
- 1998: Hinterholz 8, Regie: Harald Sicheritz
- 1999: Alles Bob (It's All Bob aka All About Bob), Regie: Otto Alexander Jahrreiss
- 1999: Wanted, Regie: Harald Sicheritz
- 1999: Geboren in Absurdistan (Born in Absurdistan), Regie: Houchang Allahyari
- 2000: Die Fremde
- 2000: Trautmann – Wer heikel ist, bleibt übrig, Regie: Harald Sicheritz
- 2001: Zwölfeläuten, Regie: Harald Sicheritz
- 2001: Ausflug, Regie: Rainer Kaufmann
- 2001: Trautmann – Nichts ist so fein gesponnen, Regie: Thomas Roth
- 2002: Brüder, Ludwig (Wickerl) Stadler, Regie: Wolfgang Murnberger
- 2002: Aus.schluss, Regie: Erik Etschel
- 2002: Unter Verdacht: Verdecktes Spiel
- 2002: Trautmann – Das letzte Hemd hat keine Taschen, Regie: Thomas Roth
- 2003: MA 2412 – Die Staatsdiener, Regie: Harald Sicheritz
- 2003: Brüder II, Ludwig (Wickerl) Stadler, Regie: Wolfgang Murnberger
- 2003: Der Bockerer IV – Prager Frühling (Regie Franz Antel)
- 2003: Trautmann – Lebenslänglich, Regie in allen 5 Folgen Thomas Roth
- 2004: Trautmann – Das Spiel ist aus
- 2004: Trautmann – Alles beim Alten
- 2004: Trautmann – Schwergewicht
- 2004: Trautmann – 71 Tage
- 2005: Brüder III – Auf dem Jakobsweg, Ludwig (Wickerl) Stadler, Regie: Wolfgang Murnberger
- 2005–2008: Mutig in die neuen Zeiten (Fernsehreihe), Regie: Harald Sicheritz
  - 2005:  Im Reich der Reblaus
  - 2006: Nur keine Wellen
  - 2008:  Alles anders
- 2006: Kronprinz Rudolfs letzte Liebe, Fernsehfilm, Regie: Robert Dornhelm
- 2006: Agathe kann’s nicht lassen, Regie: Helmut Metzger
- 2006: Die Slupetzkis, Regie: Claudia Jüptner-Jonstorff
- 2006: Trautmann – Bumerang, Regie: Thomas Roth
- 2007: Der schwarze Löwe, Regie: Wolfgang Murnberger
- 2007: Ein halbes Leben, Regie: Nikolaus Leytner
- 2007: Polly Adler, Regie: Peter Gersina
- 2007: Die Lawine, Regie: Thomas Kronthaler
- 2008: Die Entdeckung der Currywurst, Regie: Ulla Wagner
- 2008: Trautmann – Die Hanno-Herz-Story, Regie: Thomas Roth
- 2010: Willkommen in Wien, (Fernsehfilm) Regie: Nikolaus Leytner
- 2010: Unter dir die Stadt, Regie: Christoph Hochhäusler
- 2010: Furcht und Zittern
- 2010: Kottan ermittelt: Rien ne va plus, Regie: Peter Patzak
- 2011: Adel Dich
- 2013: Bad Fucking
- 2014: Landkrimi – Alles Fleisch ist Gras
- 2014: Die Detektive
- 2016: Pregau – Kein Weg zurück
- 2017: Für dich dreh ich die Zeit zurück
- 2018: Landkrimi – Achterbahn
- 2019: Stadtkomödie – Curling for Eisenstadt
- 2020–2021: Um Himmels Willen (Fernsehserie) als Weihbischof Landkammer
- 2021: Rotzbub (Stimme)
- 2022: Breaking the Ice

## Hörspiele (Auswahl)
- 1987: Ferry Bauer: Reise ohne Wiederkehr – Regie: Ferry Bauer (Original-Hörspiel – ORF Tirol)
- 2001: Detlef Bluhm: Das Geheimnis des Hofnarren – Regie: Ulrike Brinkmann (Hörspiel – DeutschlandRadio Berlin)

## Bücher
- mit Günther Schatzdorfer: Besser. Einfach. Eine kulinarisch-kulturelle Reise durch die Lagune nach Venedig. Carinthia, Wien 2007, ISBN 978-3-85378-616-1.
- mit Günther Schatzdorfer: 50 Jahre Appetit. Eine kulinarische Nacht mit Wolfgang Böck und Günther Schatzdorfer. Carinthia, Wien 2008, ISBN 978-3-85378-634-5.
- mit Günther Schatzdorfer: Am besten echt. Eine kulinarisch-kulturelle Reise ins Hinterland Venedigs. Amaltea. Wien 2010, ISBN 978-3-85002-706-9.
- Habt's mich gern: on the road. mein Leben, aufgezeichnet von Christian Frühwirth, Amalthea Signum, Wien 2018, ISBN 978-3-99050-117-7.

## Preise und Auszeichnungen
- 1984: Förderungspreis zur Kainz-Medaille
- 1986: Karl-Skraup-Preis
- 2001: von der Vereinigung der Bundeskriminalbeamten Österreichs Ernennung zum „Ehrenkiberer“, gemeinsam mit Ernst Hinterberger
- 2005: Romy als „Beliebtester Serienstar“
- 2006: Mostdipf-Preis
- 2006: Sonderpreis für herausragende darstellerische Leistungen beim Fernsehfilm-Festival Baden-Baden für Brüder III – Auf dem Jakobsweg
- 2007: Romy als „Beliebtester Serienstar“
- 2008: 2. Platz Buchliebling in der Kategorie Gesundheit, Wellness und Sport, gemeinsam mit Günter Schatzdorfer für Besser. Einfach
- 2009: Romy als „Beliebtester Schauspieler“
- 2011: Der liebe Augustin, (Auszeichnung der Stadt Wien)
- 2011: Kulturpreis des Landes Burgenland (Darstellende Kunst, Film und Video)
- 2017: 1. Goldene TV-Handschelle, 7.000 Exekutivbeamte wählten erstmals einen Schauspieler, der ihren Job im Fernsehen am besten darstellte.
- 2023: Komturkreuz des Landes Burgenland
- 2024: Verleihung der Berufstitels Kammerschauspieler[10]

## Soziales Engagement
Gemeinsam mit der Gesellschaft für MucoPolySaccharidosen (MPS) hat sich Wolfgang Böck in seiner Funktion als MPS-Botschafter zum Ziel gesetzt, diese Stoffwechselkrankheit in der Öffentlichkeit bekannt zu machen und für betroffene Kinder finanzielle Mittel zu lukrieren.